# All-Star Game de la NBA 1991
El 41.er All-Star Game de la NBA de la historia se disputó el día 10 de febrero de 1991 en el Charlotte Coliseum de Charlotte, Carolina del Norte, ante 23 530 espectadores. El equipo de la Conferencia Este estuvo dirigido por Chris Ford, entrenador de Boston Celtics y el de la Conferencia Oeste por Rick Adelman, de Portland Trail Blazers. La victoria correspondió al equipo del Este por 116-114.
Fue elegido MVP del All-Star Game de la NBA el ala-pívot de los Sixers Charles Barkley, que consiguió 17 puntos, 22 rebotes y 4 asistencias, en su quinta aparición en estos partidos. Sus 22 rebotes fueron la cifra más alta alcanzada en este apartado desde que Wilt Chamberlain consiguiera la misma cifra en 1967, en el partido disputado en San Francisco. Ayudando a Barkley en tareas ofensivas estuvieron Pat Ewing, que logró 18 puntos y 10 rebotes, y Michael Jordan, que consiguió 26 puntos, máximo anotador del partido. El partido fue dedicado a los miembros del Ejército de los Estados Unidos que en esas fechas se encontraban inmersos en la Guerra del Golfo.
Se disputaron también el sábado anterior el Concurso de triples y el de mates. En el primero resultó ganador por segundo año consecutivo el base de los Bulls Craig Hodges, que ganó en la final a Terry Porter por 17-12. En el concurso de mates, el ganador fue Dee Brown, de Boston Celtics, que derrotó a Shawn Kemp en la final por 97,7-93,7.

## Estadísticas

### Conferencia Oeste
| CONFERENCIA OESTE |              |     |     |     |     |     |     |     |     |
| Jugador           | Equipo       | MIN | TCA | TCI | TLA | TLI | REB | AST | PTS |
| Karl Malone       | Utah         | 31  | 6   | 11  | 4   | 6   | 11  | 4   | 16  |
| Chris Mullin      | Golden State | 24  | 4   | 8   | 4   | 4   | 2   | 2   | 13  |
| David Robinson    | San Antonio  | 18  | 6   | 13  | 4   | 5   | 6   | 0   | 16  |
| Earvin Johnson    | L.A. Lakers  | 28  | 7   | 16  | 0   | 0   | 4   | 3   | 16  |
| Kevin Johnson     | Phoenix      | 23  | 2   | 5   | 1   | 2   | 2   | 7   | 5   |
| Kevin Duckworth   | Portland     | 19  | 2   | 3   | 2   | 2   | 4   | 0   | 6   |
| Clyde Drexler     | Portland     | 19  | 4   | 9   | 4   | 4   | 4   | 2   | 12  |
| James Worthy      | L.A. Lakers  | 21  | 3   | 11  | 3   | 4   | 2   | 0   | 9   |
| Terry Porter      | Portland     | 15  | 2   | 6   | 0   | 0   | 3   | 4   | 4   |
| Tom Chambers      | Phoenix      | 18  | 4   | 11  | 0   | 0   | 4   | 1   | 8   |
| John Stockton     | Utah         | 12  | 1   | 6   | 2   | 4   | 1   | 2   | 4   |
| Tim Hardaway      | Golden State | 12  | 2   | 7   | 0   | 0   | 3   | 4   | 5   |
| Totales           |              | 240 | 43  | 106 | 24  | 31  | 46  | 29  | 114 |

MIN: Minutos. TCA: Tiros de campo anotados. TCI: Tiros de campo intentados. TLA: Tiros libres anotados. TLI: Tiros libres intentados. REB: Rebotes. AST: Asistencias. PTS: Puntos

### Conferencia Este
| CONFERENCIA ESTE  |              |                                        |                                        |                                        |                                        |                                        |                                        |                                        |                                        |
| Jugador           | Equipo       | MIN                                    | TCA                                    | TCI                                    | TLA                                    | TLI                                    | REB                                    | AST                                    | PTS                                    |
| Bernard King      | Washington   | 26                                     | 2                                      | 8                                      | 4                                      | 4                                      | 3                                      | 3                                      | 8                                      |
| Charles Barkley   | Philadelphia | 35                                     | 7                                      | 15                                     | 3                                      | 6                                      | 22                                     | 4                                      | 17                                     |
| Patrick Ewing     | New York     | 30                                     | 8                                      | 10                                     | 2                                      | 2                                      | 10                                     | 0                                      | 18                                     |
| Joe Dumars        | Detroit      | 15                                     | 1                                      | 4                                      | 0                                      | 0                                      | 2                                      | 1                                      | 2                                      |
| Michael Jordan    | Chicago      | 36                                     | 10                                     | 25                                     | 6                                      | 7                                      | 5                                      | 5                                      | 26                                     |
| Alvin Robertson   | Milwaukee    | 12                                     | 2                                      | 4                                      | 2                                      | 2                                      | 2                                      | 0                                      | 6                                      |
| Dominique Wilkins | Atlanta      | 22                                     | 3                                      | 11                                     | 6                                      | 8                                      | 3                                      | 4                                      | 12                                     |
| Robert Parish     | Boston       | 5                                      | 1                                      | 2                                      | 0                                      | 0                                      | 4                                      | 0                                      | 2                                      |
| Kevin McHale      | Boston       | 14                                     | 0                                      | 3                                      | 2                                      | 2                                      | 3                                      | 2                                      | 2                                      |
| Ricky Pierce      | Milwaukee    | 19                                     | 4                                      | 8                                      | 1                                      | 1                                      | 2                                      | 2                                      | 9                                      |
| Brad Daugherty    | Cleveland    | 12                                     | 3                                      | 7                                      | 2                                      | 3                                      | 5                                      | 1                                      | 8                                      |
| Hersey Hawkins    | Philadelphia | 14                                     | 3                                      | 5                                      | 0                                      | 0                                      | 0                                      | 1                                      | 6                                      |
| Larry Bird        | Boston       | Seleccionado, pero no jugó por lesión. | Seleccionado, pero no jugó por lesión. | Seleccionado, pero no jugó por lesión. | Seleccionado, pero no jugó por lesión. | Seleccionado, pero no jugó por lesión. | Seleccionado, pero no jugó por lesión. | Seleccionado, pero no jugó por lesión. | Seleccionado, pero no jugó por lesión. |
| Totales           |              | 240                                    | 44                                     | 102                                    | 28                                     | 35                                     | 61                                     | 23                                     | 116                                    |

MIN: Minutos. TCA: Tiros de campo anotados. TCI: Tiros de campo intentados. TLA: Tiros libres anotados. TLI: Tiros libres intentados. REB: Rebotes. AST: Asistencias. PTS: Puntos

## Sábado

### Concurso de Triples
| Pos. | Jugador        | Equipo                 | 1.ª ronda | Semifinal    | Final        |
| ---- | -------------- | ---------------------- | --------- | ------------ | ------------ |
| B    | Craig Hodges   | Chicago Bulls          | 20        | 24           | 17           |
| B    | Terry Porter   | Portland Trail Blazers | 15        | 14           | 12           |
| A    | Dennis Scott   | Orlando Magic          | 16        | 12           | No clasificó |
| E    | Danny Ainge    | Portland Trail Blazers | 18        | 11           | No clasificó |
| B    | Tim Hardaway   | Golden State Warriors  | 15        | No clasificó | No clasificó |
| B    | Hersey Hawkins | Philadelphia 76ers     | 14        | No clasificó | No clasificó |
| A    | Glen Rice      | Miami Heat             | 9         | No clasificó | No clasificó |
| E    | Clyde Drexler  | Portland Trail Blazers | 8         | No clasificó | No clasificó |

1. 1 2  Terry Porter y Tim Hardaway tuvieron que realizar un desempate de 30 segundos.

### Concurso de Mates
| Jugador                  | 1.ª ronda        | Semifinales      | Final                 |
| ------------------------ | ---------------- | ---------------- | --------------------- |
| Dee Brown (Boston)       | 92.4 (48.2+44.2) | 98.0 (49.6+48.4) | 97.7 (48.1+49.6-46.4) |
| Shawn Kemp (Seattle)     | 95.8 (47.6+48.2) | 95.6 (48.3+47.3) | 93.7 (48.0+45.7-44.3) |
| Rex Chapman (Charlotte)  | 95.2 (45.5+49.7) | 94.0 (48.0+46.0) |                       |
| Kenny Smith (Houston)    | 90.8 (48.5+42.3) | 87.9 (46.6+41.3) |                       |
| Kenny Williams (Indiana) | 86.9 (42.3+44.6) |                  |                       |
| Blue Edwards (Utah)      | 84.3 (40.1+44.2) |                  |                       |
| Otis Smith (Orlando)     | 83.0 (41.2+41.8) |                  |                       |
| Kendall Gill (Charlotte) | 81.0 (40.1+40.9) |                  |                       |